# میکل الوارو
میکل الوارو (انگلیسی: Mikel Álvaro؛ زادهٔ ۲۰ دسامبر ۱۹۸۲) بازیکن فوتبال اهل اسپانیا است.
از باشگاه‌هایی که در آن بازی کرده‌است می‌توان به باشگاه فوتبال دینامو تفلیس، باشگاه فوتبال نومانسیا، باشگاه فوتبال اوکلند سیتی، و باشگاه فوتبال کشله اشاره کرد.